# میرتل کریک (اورگن)
میرتل کریک (به انگلیسی: Myrtle Creek) شهری در شهرستان داگلاس ایالت اورگن است و در سرشماری سال ۲۰۱۱ میلادی، ۳٬۴۳۹ نفر جمعیت داشته که نسبت به سال ۲۰۱۰، ۰٫۰۳ درصد رشد جمعیت داشته‌است.

## موقعیت جغرافیایی
موقعیت جغرافیایی شهرها و مناطق اطراف به شرح زیر است: